# 少年少女世界SF文学全集
『少年少女世界SF文学全集』（しょうねんしょうじょせかいSFぶんがくぜんしゅう）は、あかね書房より1971年から1973年にかけて刊行されたSF小説の叢書。同社の『少年少女世界推理文学全集』の姉妹編にあたり、版型などは踏襲しているが、1冊1篇で構成されている点が異なる。
箱付きハードカバー。全20巻。編集は白木茂と福島正実。

## 一覧
1. 『鋼鉄都市』（The Caves of Steel、アイザック・アジモフ、福島正実訳） 1971.7
2. 『生きていた火星人』（Lost Race of Mars、ロバート・シルヴァーバーグ、中尾明訳） 1971.7
3. 『恐竜世界の探検』（The Lost World、コナン・ドイル、白木茂訳） 1971.7
4. 『タイムマシン28000年』（The Man Who Mastered Time、レイ・カミングス、斎藤伯好訳） 1971.8
5. 『惑星からきた少年』（Down to Earth、ライトソン、久米穣訳） 1971.11
6. 『四次元世界の秘密』（Dimension A、L・P・デービス、白木茂訳） 1971.11
7. 『地底世界ペルシダー』（Pellucidar、E・R・バローズ、野田昌宏訳） 1971.12
8. 『両棲人間（英語版、ロシア語版）』（Chelovek-Amfibiya、A・ベリャーエフ、飯田規和訳） 1971.12
9. 『不死販売株式会社』（Immortality Inc.、R・シェクリー、福島正実訳） 1972.1
10. 『宇宙船ドクター（英語版）』（Spaceship Medic 、ハリー・ハリスン、内田庶訳） 1972.3
11. 『惑星ハンター』（Interplanetary Hunter、A・K・バーンズ、小尾芙佐訳） 1972.3
12. 『海底の地震都市』（Undersea City、F・ポール / J・ウィリアムスン、中尾明訳） 1972.5
13. 『ロボット・スパイ戦争』（Nur Zwei Roboter?、カール・ブルックナー、塩谷太郎訳） 1972.5
14. 『海底二万リーグ』（Vingt mille lieues sous les mers、ジュール・ヴェルヌ、榊原晃三訳） 1972.6
15. 『月世界の核爆発』（Captives of the Moon、パトリック・ムーア、白木茂訳） 1972.7
16. 『宇宙戦争』（The War of the Worlds、H・G・ウェルズ、飯島淳秀訳） 1972.10
17. 『さまよう都市宇宙船』（Universe、ロバート・A・ハインライン、福島正実訳） 1972.12
18. 『宇宙怪人ザロ博士の秘密』（Calling Captain Future、エドモンド・ハミルトン、内田庶訳） 1973.2
19. 『怪奇植物トリフィドの侵略』（The Day of the Triffids、ジョン・ウィンダム、中尾明訳） 1973.3
20. 『銀河系防衛軍』（Triplanetary、エドワード・E・スミス、小尾芙佐訳） 1973.4